# Бейсембиев, Тимур Касымович
Тимур Касымович Бейсембиев (каз. Тимур Қасымұлы Бейсембиев; 8 июня 1955, Алма-Ата — 30 декабря 2016, Алма-Ата) — советский и казахский историк-востоковед, кандидат исторических наук, ведущий научный сотрудник и глава сектора иранистики Института востоковедения имени Р. Б. Сулейменова, специалист по истории Кокандского ханства, автор указателя к персо- и тюркоязычным кокандским хроникам.

## Биография
Родился 8 июня 1955 года в городе Алматы. Отец — Касым Бейсембиевич Бейсембиев, специалист по истории общественной мысли в Казахстане, первый казахский доктор философских наук, заведующий кафедрой в Казахском государственном университете (КазГУ, ныне Казахский национальный университет). Мать — Валентина Айтешевна Исенгалиева, лингвистка, специалистка по русскому и тюркским языкам, доктор филологических наук, профессор, заведующая отделом в Институте языкознания АН Казахской ССР. Родители развелись и Бейсембиева воспитывали мать и отчим — Константин Сергеевич Шустов, специалист по истории Латинской Америки. В 1972 году Бейсембиев окончил среднюю школу № 35 города Алматы с золотой медалью.
В 1972—1977 годах обучался на историческом факультете КазГУ. Изучал чагатайский и классический персидский языки в кружке под руководством востоковеда В. П. Юдина и его жены Ю. Г. Барановой. Окончил факультет с отличием.
В 1980—1983 годах проходил аспирантуру в Институте востоковедения АН УзССР (ныне Институт востоковедения имени Абу Райхана Беруни) в Ташкенте под руководством востоковеда Б. А. Ахмедова. В 1983 году защитил диссертацию «„Та’рих-и Шахрухи“ как исторический источник» и получил учёную степень кандидата исторических наук.
В 1983—1992 годах работал в Институте истории и этнологии имени Ч. Ч. Валиханова в Алматы. В 1992—2016 годах работал в Институте востоковедения имени Р. Б. Сулейменова в Алматы; первоначально являлся старшим научным сотрудником, с 2003 года — ведущим научным сотрудником; в 1996—1999 годах возглавлял сектор иранистики.
В 1997 году по приглашению Исайи Берлина являлся приглашённым учёным в Колледже всех душ в Оксфордском университете, в 2005—2006 годах там же являлся приглашённым профессором. В 2006—2007 годах являлся приглашённым профессором в Исследовательском институте по изучению языков и культур Азии и Африки (ILCAA) при Токийском университете иностранных исследований (TUFS).
Умер 30 декабря 2016 года в городе Алматы.
Владел русским, английским, французским, немецким и персидским языками.

## Научная деятельность
Область научных интересов: персо- и тюркоязычные источники и по истории Средней и Центральной Азии X—XIX веков, государственная идеология в Средней Азии X—XIX веков.
Основной труд Бейсембиева — аннотированный указатель к 35 персо- и тюркоязычным рукописным кокандским хроникам, перечисляющий имена, географические названия, термины, этнонимы, названия восточных сочинений и т. д. с комментариями к ним и составлявшийся им на протяжении 33 лет.
Являлся членом редколлегии журнала «Иран-наме». Являлся соавтором статьи «Кокандское ханство» в энциклопедии Iranica.

## Критика
Британский историк Александр Моррисон пишет, что Бейсембиев «решительно отвергал как марксистско-ленинские догмы, так и национальные нарративы, которые доминировали в большинстве советских и постсоветских исторических работ». Моррис считает, что Бейсембиев «отвергал узкие и анахроничные национальные границы» и, будучи казахским исследователем, тем не менее «изучал кокандские хроники не ради того, что они могли бы рассказать нам о казахах, <…> а ради того, что они могли бы рассказать нам о самом Коканде».
Узбекский религиовед Б. М. Бабаджанов пишет, что в монографии Бейсембиева «Кокандская историография» «имеются полезные сведения в области сравнительного источниковедения», которые, однако, «не учитывают современных компаративных методик в исследованиях исламской историографии)». Бабаджанов считает, что «объёмное, обширное, добротное исследование Т. К. Бейсембиева вызывает положительную реакцию» и его «следует рассматривать как блистательное завершение этапа описательных исторических и историографических реконструкций прошлого региона», но при этом монография представляет собой «описательный метод или подходы исключительно в плане восстановления политического, экономического и общественного контекста истории отдельного государства (ханства) региона», после которого требуется дополнительное теоретическое осмысление вопроса.
Французский исламовед Стефан Дюдуаньон пишет, что Бейсембиев подборно анализирует «сложный политический контекст написания текста и богатую интертекстуальность „Та’рих-и ’Алимкул“».

## Награды
- Медаль Академии наук КазССР за лучшую работу среди молодых учёных (1988) за книгу «„Та’рих-и Шахрухи“ как исторический источник»[6].

## Память
В Институте философии, политологии и религиоведения (Алматы) проходят научные чтения «Проблемы казахстанского источниковедения и историографии», посвящённые памяти Бейсембиева.